# Gräberfeld von Niemberg
Das Gräberfeld von Niemberg ist ein Körpergräberfeld der frühen Völkerwanderungszeit (ab 375 bis 450 n. Chr.), das bei Niemberg im Saalekreis entdeckt wurde und für die Niemberger Gruppe namengebend wurde.
Kennzeichnend für diese Gruppe sind die Niemberger Fibeln, Armbrustfibeln mit Vogelschwanzfuß, Kolbenarmringe, kleine rundliche Augenperlen aus Glas (mit Knubbeln), kubische blaue Glasperlen in Form eines Oktaeders, späte Achterperlen und Dreilagenkämme mit halbrunden geschwungenem Griffansatz.

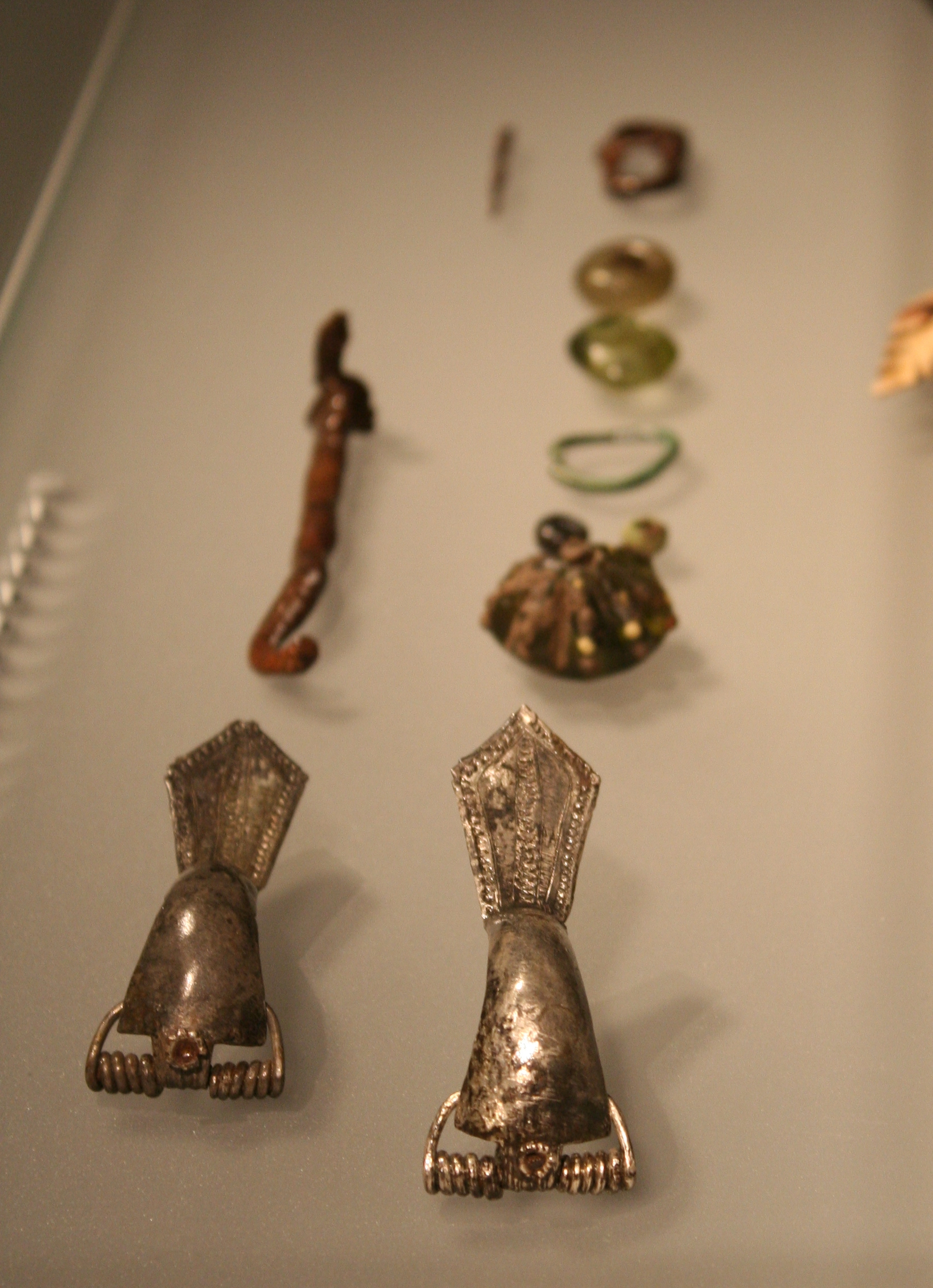
vorn: breite Armbrustfibeln mit Vogelschwanzfuß
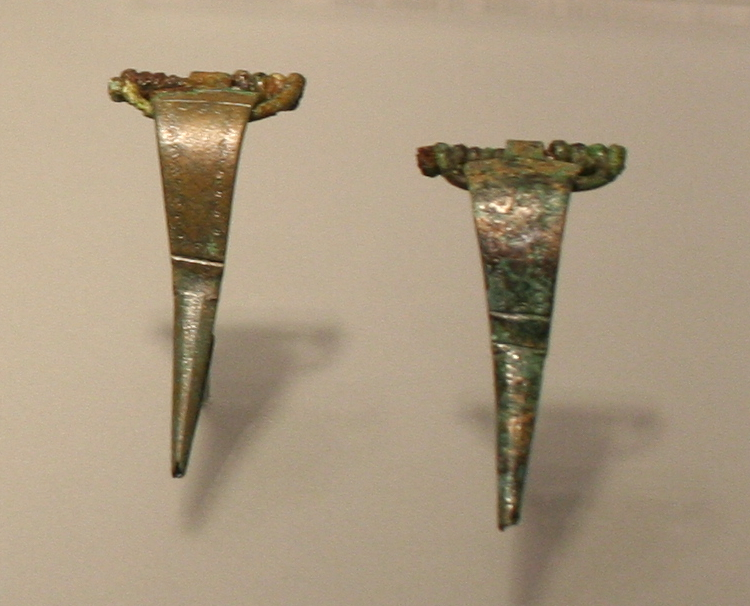
Niemberger Fibeln mit tütenförmigem Fuß
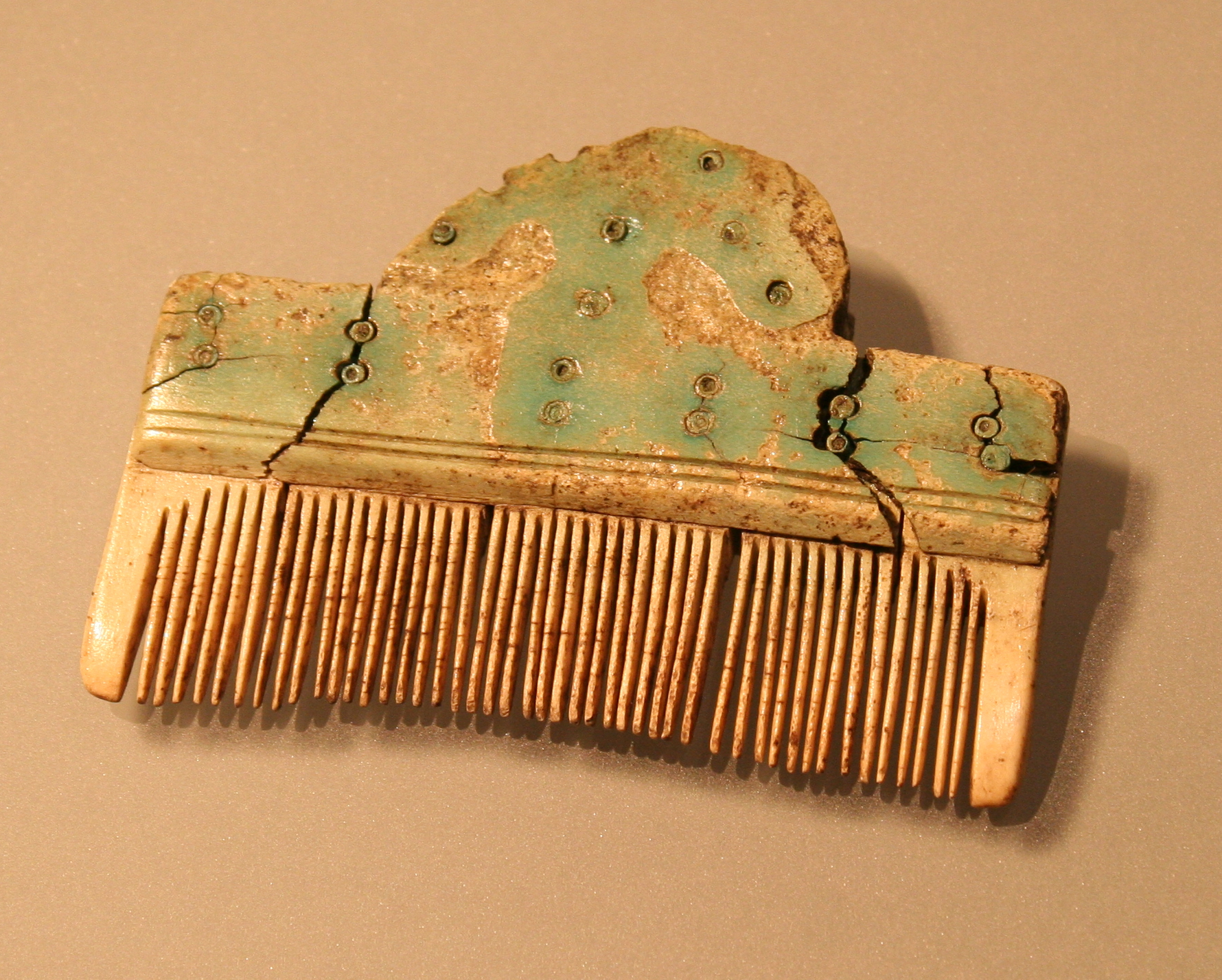
Dreilagenkamm mit glockenförmigem Griff

Die Toten wurden in einem Körpergrab in gestreckter Rückenlage und nord-südlich bestattet. Häufig waren besondere Lagen, etwa Hocklage, Bauchlage und Mehrfachbelegungen sowie Doppelbestattungen. Letztere sind aus bisherigen Bestattungsriten im Saalekreis nicht zu erklären.
Derartige Lagen der Toten sind in der Cernjachow-Kultur und in der Sintana-de-Mures-Kultur gebräuchlich.